# Shinzo Abe

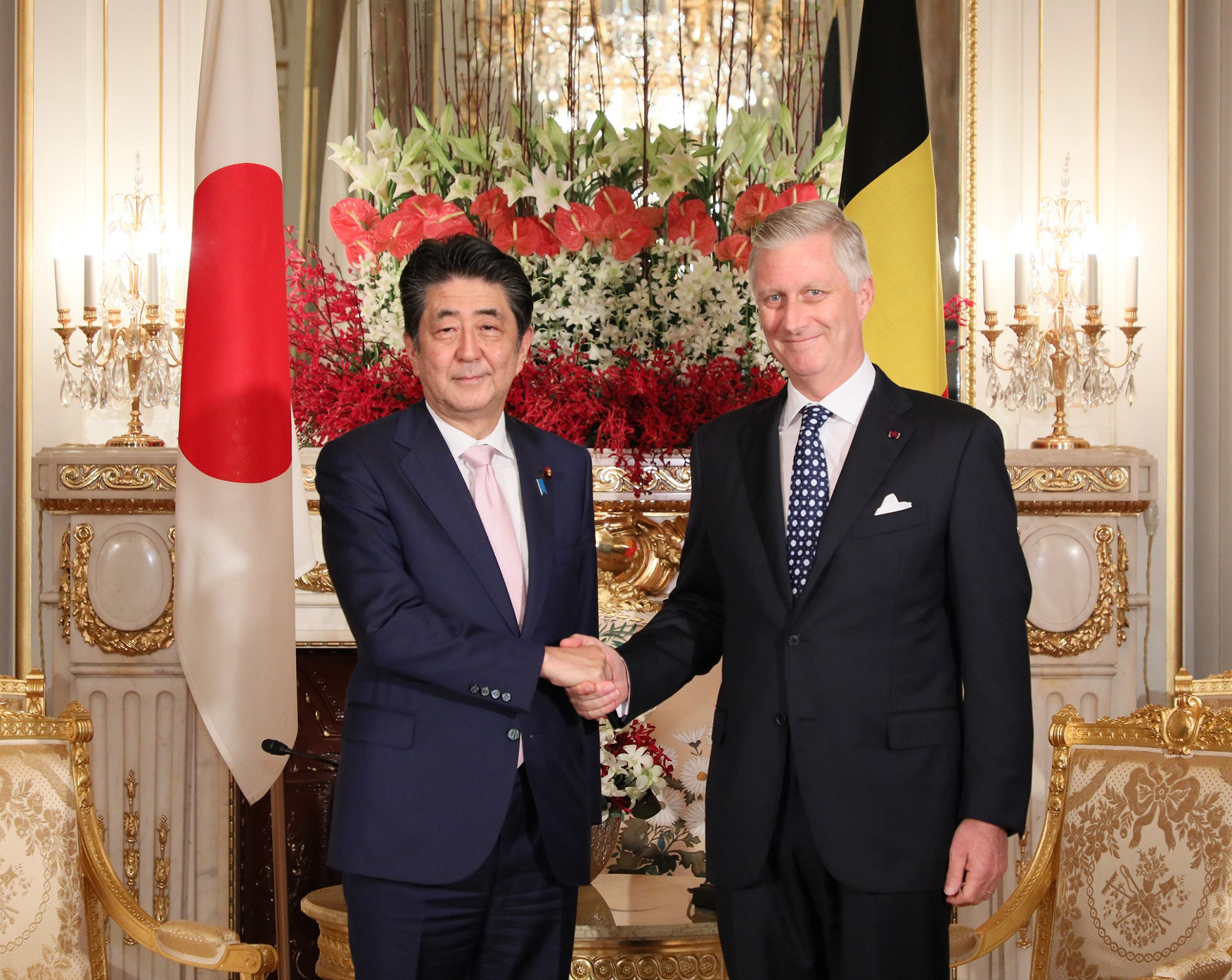
Shinzo Abe met koning Filip van België. Tokio, 21 oktober 2019.

Shinzō Abe (Japans: 安倍晋三, Abe Shinzō) (Nagato, 21 september 1954 – Kashihara, 8 juli 2022) was een Japans politicus van de Liberaal-Democratische Partij (LDP). Tussen 2006 en 2007 en tussen 2012 en 2020 was hij premier van Japan. Abe was de jongste Japanse premier en de eerste die na de Tweede Wereldoorlog werd geboren. Hij werd gezien als een conservatief politicus. Op 8 juli 2022 kwam hij om het leven bij een moordaanslag.

## Jeugd
Abe studeerde politieke wetenschappen aan de Universiteit van Seikei, waar hij in 1977 afstudeerde. Hij vertrok naar de Verenigde Staten, en studeerde daar politicologie aan de Universiteit van Southern California. In april 1979 begon Abe te werken bij het staalbedrijf Kobe Steel. Hij verliet het bedrijf in 1982, om verschillende politieke functies te vervullen, zoals de verantwoordelijke assistent van de minister voor Buitenlandse Zaken, privésecretaris van de voorzitter van de Algemene raad van de LDP, en privésecretaris van de secretaris-generaal van de LDP.
Abe kwam uit een politieke familie. Zijn grootvader Kan Abe, en zijn vader Shintaro Abe waren beiden bekende politici. Shintaro was van 1982 tot 1986 minister van Buitenlandse Zaken. Shintaro's vrouw Yoko is de dochter van Nobusuke Kishi, die premier was van Japan, van 1957 tot 1960. Kishi was weer de broer van Eisaku Sato, die ook premier was van Japan, van 1964 tot 1972.
In 1987 trouwde hij met Akie Matsuzaki, een dochter van de voorzitter van Morinaga, een groot zoetwarenbedrijf in Japan. Akie was toen werkzaam bij het reclamebureau Dentsu, via welk ze Abe had leren kennen. Ze kregen geen kinderen.

## Politieke carrière
In 1999 werd Abe directeur van de Sociale Zaken Divisie, en regeringswoordvoerder van premier Yoshiro Mori. Op 31 oktober 2005 werd hij opnieuw regeringswoordvoerder, nu van zijn voorganger, premier Junichiro Koizumi. Hij volgde hierbij Hiroyuki Hosoda op. In 2003 werd hij gekozen tot de secretaris-generaal van de LDP.
Abe speelde een belangrijke rol tussen de ontmoeting van premier Koizumi en de Noord-Koreaanse leider Kim Jong Il in 2002. Hij was onderhandelaar namens de Japanse regering om de ontvoerde Japanners in Noord-Korea vrij te krijgen. Hierdoor werd hij erg populair in Japan zelf.

## De weg naar het premierschap
Op 20 september 2006 werd Shinzō Abe gekozen tot de nieuwe leider van de LDP. Zijn tegenstanders waren de minister van Buitenlandse Zaken Taro Aso, voormalig regeringswoordvoerder Yasuo Fukuda en de minister van Financiën Sadakazu Tanigaki. Voormalig premier Yoshiro Mori deed aanvankelijk ook mee als kandidaat, maar trok zich terug, om zijn steun te geven aan Abe.
Op 26 september 2006 werd Abe gekozen tot de nieuwe premier van Japan.
In het Lagerhuis haalde hij 339 van de 475 stemmen, in het Hogerhuis 136 van de 240 stemmen.

## Premierschap (2006-2007)
Shinzo Abe was op 52-jarige leeftijd de jongste premier van Japan sinds Fumimaro Konoe in 1941. Hij was voorvechter van een sterkere band met de Verenigde Staten, een assertieve buitenlandse politiek en meer vaderlandslievend onderwijs.

### Binnenlands beleid

#### Economie
Abe wilde graag de fiscale hervormingen doorvoeren van zijn voorganger Koizumi. Hij nam stappen om de Japanse begroting in evenwicht brengen, zoals het aanstellen van Koji Omi, een belastingsbeleidsexpert, als minister van Financiën.

#### De Japanse keizer
Abe had conservatieve ideeën over de troonopvolging van de Japanse keizer. Hij was sterk van mening dat alleen een man de keizer mag zijn, een vrouw niet.

### Buitenlands beleid

#### Noord-Korea
Shinzo Abe had een duidelijk standpunt tegenover de kwestie Noord-Korea. In de onderhandelingen tussen Japan en Noord-Korea in 2002 over de Japanse gegijzelden in Noord-Korea, speelde Abe al een belangrijke rol achter de schermen. Op 7 juli 2006 testte Noord-Korea enkele raketten in de Japanse Zee. Abe als regeringswoordvoerder wilde samen met minister van Buitenlandse Zaken Terõ Asõ sancties opleggen tegen Noord-Korea in de Veiligheidsraad van de Verenigde Naties.

#### China
Abe wilde graag de relaties met de Volksrepubliek China verbeteren, evenals de minister van Buitenlandse Zaken Taro Aso. Samen waren ze van plan een ontmoeting te regelen tussen beide leiders, Abe en de Chinese president Hu Jintao. Dat zou de eerste ontmoeting tussen de Japanse en Chinese leiders zijn in anderhalf jaar.

#### Taiwan
Abe was een zeer gerespecteerd politicus op Taiwan. De president van Taiwan Chen Shui-bian reageerde verheugd op Abe's ministerschap, en de leider van de Kwomintang Ma Ying-jeou ontmoette ook Abe tijdens een bezoek aan Japan. Abe's grootvader Nobusuke Kishi was pro-Taiwan, en zijn oudoom Eisaku Satō was de laatste premier van Japan die Taiwan heeft bezocht.

#### Yasukuni-schrijn
Op 4 augustus 2006 meldden de Japanse media dat Shinzo Abe een bezoek had gebracht aan de Yasukuni-schrijn, het oorlogsmonument waar ook 14 oorlogsmisdadigers worden herdacht, in april 2006. Abe verklaarde dat het geen officieel bezoek, maar een persoonlijk bezoek was, net zoals premier Koizumi deed tijdens zijn premierschap. De Chinese en Zuid-Koreaanse regeringen uitten hun bezorgdheid over het bezoek. Abe en Taro Aso zijn beiden van mening dat het bezoek aan Yasukuni een Japanse zaak is.

#### Defensie
Abe zette in op een herziening van de artikel 9 van de pacifistische grondwet. De huidige stamt van vlak na de Tweede Wereldoorlog en is opgesteld door de Amerikanen. Abe wilde een grondwet die "met onze eigen handen is geschreven". Als reactie op de raketoefening van Noord-Korea in 2006, stelde Abe als regeringswoordvoerder dat Japan het recht had zichzelf te verdedigen in geval van een mogelijke aanval. De regeringen van Noord- en Zuid-Korea en China reageerden hierop dat dit een toonbeeld was van het agressief beleid van Japan.
Net als zijn voorgangers was hij voorstander van een alliantie met de Verenigde Staten.

### Aftreden
Op 12 september 2007 maakte Abe totaal onverwacht bekend dat hij op 19 september zou aftreden als premier omdat hij niet voldoende steun kreeg van het hogerhuis voor de mogelijke verlenging van de Japanse missie in Afghanistan. Volgens partijfunctionarissen is Abe ook afgetreden wegens ziekte, een gevolg van stress en oververmoeidheid. Kort na zijn aftreden werd Abe opgenomen in het ziekenhuis.
Abe wilde de militaire missie van de Japanse Maritieme Zelfverdedigingstroepen (MSDF) in de Indische Oceaan verlengen. De Japanners zorgden daar voor het bijtanken van NAVO-schepen voor de oorlog in Afghanistan (Operatie Enduring Freedom). Deze beslissing tot verlenging moest echter goedgekeurd worden door het Japanse parlement. De oppositie voelde niets voor een verlenging en had zelfs een onderzoek gestart naar het al dan vermeend bijtanken van Amerikaanse schepen die betrokken waren bij de oorlog in Irak, wat buiten de Japanse missie viel.
Abe had ook veel van zijn oorspronkelijke populariteit verloren bij de Japanse bevolking door een serie van schandalen, politieke impasse en het uitbouwen van een beleid dat niet voldoende rekening hield met de binnenlandse problemen. Dit zorgde ervoor dat de oppositiepartijen voor de tweede maal in de naoorlogse geschiedenis aan de macht kwamen (de eerste maal was in 1993). De oppositiepartijen wonnen op 29 juli de verkiezingen voor het Hogerhuis. Sedert 1955 regeerde de LDP continu het parlement en bezette een LDP-politicus de post van premier. De bittere nasmaak van 1993 was nog niet volledig verwerkt. Sinds het tijdperk van Koizumi was er een sterke vernieuwingsgolf binnen de partij waarbij verjonging en strijd tegen corruptie centraal stonden. Abe's regeerperiode van twaalf maanden werd echter geregeld geplaagd door politieke schandalen.
Op 23 september 2007 werd Yasuo Fukuda door de partijleden verkozen als nieuwe secretaris-generaal van de LDP. Hierdoor werd hij twee dagen later, op 25 september, de opvolger van Abe als premier van Japan.

### Kabinet
| Taak                                | Persoon           |
| ----------------------------------- | ----------------- |
| Kabinetssecretaris                  | Yoshihide Suga    |
| Minister van Binnenlandse Zaken     | Yoshitaka Shindo  |
| Minister van Buitenlandse Zaken     | Fumio Kishida     |
| Vicepremier, Minister van Financiën | Taro Aso          |
| Minister van Justitie               | Sadakazu Tanigaki |
| Minister van Onderwijs              | Hakubun Shimomura |
| Minister van Volksgezondheid        | Norihisa Tamura   |
| Minister van Landbouw               | Yoshimasa Hayashi |
| Minister van Economische Zaken      | Toshimitsu Motegi |
| Minister van Infrastructuur         | Akihiro Ota       |
| Minister van Milieu                 | Nobuteru Ishihara |
| Minister van Defensie               | Itsunori Onodera  |
| Nationale Veiligheid                | Keiji Furuya      |
| Economisch Beleid                   | Akira Amari       |
| Rampen                              | Takumi Nemoto     |
| Hervorming en Publieke Diensten     | Tonomi Inada      |
| Okinawa/Noordelijke gebieden        | Ichita Yamamoto   |
| Geboortecijfers                     | Masako Mori       |
| Noord-Korea Adviseur                | Keiji Furuya      |

## Premierschap (2012-2020)
In december 2012 won hij opnieuw de verkiezingen. Op 26 december 2012 werd Abe beëdigd als premier. 

### Economie - Abenomics
Abe beloofde bij zijn aantreden dat hij met een pakket van maatregelen, Abenomics, de groei in de Japanse economie zou terugbrengen. Zijn economische beleid om de economie te stimuleren en aan de langdurige deflatie een einde te maken bestaat uit drie onderdelen. Het eerste onderdeel is een drastische versoepeling van het monetaire beleid om deflatie te elimineren en een inflatie van zo’n 2% te bereiken. Het tweede onderdeel betreft een flexibel begrotingsbeleid, ofwel meer uitgaven en daarmee een groter begrotingstekort, om de economie op de korte termijn te stimuleren. Het derde onderdeel zijn structurele hervormingen om de investeringen en de trendmatige groei aan te wakkeren. De eerste twee onderdelen zijn al tot uitvoering gebracht, maar de structurele hervormingen komen moeizaam van de grond.
De effecten van de monetaire verruiming en de extra overheidsbestedingen zijn teleurstellend te noemen. Japan was in november 2014 toch weer in een recessie beland. Zijn populariteit daalde tot een dieptepunt in de peilingen. In december 2014 schreef hij vervroegde verkiezingen uit omdat hij een nieuw mandaat zocht voor zijn economische hervormingen en zijn nationalistisch getinte politiek. Zijn LDP behaalde 317 van de in totaal 475 zetels in het Lagerhuis. De opkomst was met 52,4% overigens een laagterecord. Zijn winst was vooral te danken aan de zwakke oppositie. Het nieuwe Lagerhuis heeft hem op 24 december 2014 voor vier jaar herbenoemd tot premier.

### Defensie
Abe deed wederom een poging voor een herinterpretatie van artikel 9 uit de grondwet, die de staat verbiedt oorlog te voeren. Abe wilde dat Japan het recht zou krijgen militaire macht te gebruiken om een bondgenoot te verdedigen als die aangevallen wordt. Onder de huidige interpretatie mag Japan geen bondgenoten verdedigen in militaire noodgevallen, tenzij er expliciet een aanval op Japan wordt uitgevoerd. Er zijn geen plannen om militaire middelen te verwerven om buitenlandse militaire bases aan te vallen. Deze, beperkte, wijziging wordt gezien als een van de grootste veranderingen van het Japanse veiligheidsbeleid en er is veel weerstand tegen, zowel van de eigen bevolking als vanuit Zuid-Korea en China. Medio juni 2015 stemde het Lagerhuis in met wetgeving die de militaire slagkracht van het land verhoogt. Het wetsvoorstel is zeer omstreden en buiten de Diet demonstreerden tienduizenden mensen tegen een sterkere rol voor het leger. Na drie dagen van hevig protest keurde op 18 september 2015 het Hogerhuis de veranderingen ook goed in een plenaire stemming.
In december 2016 bezocht Abe als eerste Japanse regeringsleider, samen met de Amerikaanse president Barack Obama, de marinebasis Pearl Harbor ter herdenking van de aanval die 75 jaar daarvoor plaatsvond. Het sloot aan bij het bezoek dat Obama als eerste Amerikaanse president bracht aan Hiroshima in mei 2016.

### Vervroegde verkiezingen in 2017
In september 2017 schreef Abe vervroegde verkiezingen uit, die op 22 oktober van dat jaar werden gehouden. In de zomer stond zijn populariteit nog onder druk door enkele corruptieschandalen, maar nadat Noord-Koreaanse raketten over Japans grondgebied vlogen trad hij krachtig op, hetgeen zijn populariteit ten goede kwam. Dat de Japanse oppositie verdeeld was en een krachtige oppositieleider ontbrak, vergrootte zijn kansen op een verkiezingswinst. Met een nieuw mandaat wilde Abe de pacifistische Grondwet uit 1947 aanpassen. Abe’s LDP, met zijn coalitiepartner Komeito, behield een tweederdemeerderheid in het Lagerhuis. Zijn ambtstermijn werd hiermee verlengd tot uiterlijk september 2021.

### Aftreden
Op 28 augustus 2020 kondigde Abe aan dat hij vanwege gezondheidsredenen zou aftreden. Zijn gezondheid zou al sinds juni dat jaar achteruit zijn gegaan vanwege een chronische darmontsteking die hij al sinds zijn tienerjaren heeft. Op 14 september 2020 werd bekend dat hij als premier van Japan zou worden opgevolgd door zijn partijgenoot Yoshihide Suga. De machtsoverdracht vond twee dagen later plaats.

## Moord
Op 8 juli 2022 werd Abe slachtoffer van een aanslag. Hij werd omstreeks 11:30 plaatselijke tijd tijdens het houden van een verkiezingstoespraak in de stad Nara neergeschoten door de 41-jarige Tetsuya Yamagami, een voormalig lid van de Japanse Maritieme Zelfverdedigingstroepen. Abe overleed enkele uren na de aanslag in een ziekenhuis in Kashihara. Op 27 september kreeg hij een staatsbegrafenis, wat uitzonderlijk is voor een politicus in Japan.